# Squalus nasutus
Squalus nasutus е вид хрущялна риба от семейство Squalidae.

## Разпространение
Видът е разпространен в Западна Австралия.